# Dinkelsbühl
Dinkelsbühl est une ville et une commune allemande de Bavière, dans l'arrondissement d'Ansbach et le district de Moyenne-Franconie.

## Géographie

Situation de Dinkelsbühl dans l'arrondissement d'Ansbach

Dinkelsbühl est située dans le sud-ouest de l'arrondissement d'Ansbach, à la limite avec le land de Bade-Wurtemberg (arrondissements de Schwäbisch Hall et d'Ostalb sur la route romantique. Elle est arrosée par la Wörnitz et se trouve à 40 km au sud-ouest d'Ansbach.
Dinkelsbühl a depuis 1998 le statut de grande ville d'arrondissement (Große Kreisstadt).
De nombreuses communes ont été incorporées au territoire de Dinkelsbühl dans les années 1970, permettant à la ville de quintupler sa superficie, passée de 14,47 km2 en 1900 à plus de 75 km2 aujourd'hui.
Communes ayant fusionné avec Dinkelsbühl :
- 1970 : Seidelsdorf
- 1971 : Esbach, Knittelsbach, Oberradach, Segringen, Waldeck, Hellenbach, Langensteinach, Waldhäuslein
- 1978 : Sinbronn, Weidelbach.

## Origines
Selon les récits du Moyen Âge, des religieux avaient installé leur couvent dans la cour d'un pieux cultivateur d'épeautre (Dinkelbauer). Une statue a été édifiée en 1290 pour représenter cet homme. Les paysans alentour se sont groupés autour d'elle en une bourgade qui en prit le nom, Dinkelsbülh. Cette légende donna naissance à une procession catholique le "cortège du cultivateur d'épeautre" (Dinkelbauerumzug). La statue a été attaquée en 1643 par un soldat suédois. Elle est remplacée en 1667 par les moines capucins. Cela donna naissance à de grandes processions annuelles, avec des enfants figurant le Dinkelbauer et son épouse. Cette fête connut un grand succès auprès des paysans catholiques.

## Histoire
Fortifiée par l'empereur Henri V, Dinkelsbühl a reçu en 1305 les mêmes droits municipaux qu'Ulm, et obtenu en 1351 le titre de ville impériale libre jusqu'en 1802, quand elle a été intégrée à la Bavière. Son code municipal, le Dinkelsbühler Recht, édité en 1536, et révisé en 1738, contenait un recueil important de lois publiques et privées.
Après son intégration au royaume de Bavière, Dinkelsbühl est devenue le chef-lieu d'un arrondissement qui a existé jusqu'après la Seconde Guerre mondiale. Cet arrondissement comptait 24 761 habitants en 1910 (luthériens à plus de 85 %), 23 911 en 1933 (communauté juive de 106 personnes dont 61 dans la ville de Dinkelsbühl elle-même), 39 283 en 1950 et 33 600 personnes en 1960 (dont encore 5 500 réfugiés).
Chaque année, Dinkelsbühl célèbre la reddition de la ville aux troupes suédoises pendant la guerre de Trente Ans. Cette reconstitution est jouée chaque été, à la mi-juillet, par la population de la ville. Cette fête civique est organisée selon la trame inventée en 1897 par Ludwig Stark, dramaturge munichois. Il utilisa la légende qui commença à se former vers 1700 : on raconta que la ville, assiégée par Gustave-Adolphe, avait su gagner sa compassion en déléguant des enfants menés par leur aînée, la Kinderlore.

## Personnalités liées à la ville
- August Frederik Beutler (v. 1728 - ?), explorateur, y est né.
- Charles Winkler (1834-1908), architecte né à Dinkelsbühl

## Démographie
Ville de Dinkelsbühl dans ses limites anciennes :
| 1890  | 1900  | 1910  | 1925  | 1933  | 1939  |
| ----- | ----- | ----- | ----- | ----- | ----- |
| 4 496 | 4 573 | 4 800 | 5 067 | 5 155 | 4 809 |

Ville de Dinkelsbühl dans ses limites actuelles :
| 1840  | 1871  | 1900  | 1910  | 1925  | 1933  | 1939  | 1950   | 1961   |
| ----- | ----- | ----- | ----- | ----- | ----- | ----- | ------ | ------ |
| 7 569 | 7 980 | 7 282 | 7 724 | 7 847 | 7 890 | 7 757 | 10 714 | 10 546 |

| 1970   | 1979   | 1989   | 2000   | 2003   | 2009   | - | - | - |
| ------ | ------ | ------ | ------ | ------ | ------ | - | - | - |
| 10 711 | 10 761 | 10 894 | 11 549 | 11 605 | 11 443 | - | - | - |

## Monuments
Dinkelsbühl est une ville médiévale aux nombreuses maisons anciennes, toujours entourée de remparts, de tours et de portes.
- Cathédrale Saint-Georges, une des plus belles églises-halles allemandes en style gothique flamboyant, a gardé sa tour romane. L'intérieur, dont les trois nefs sont couvertes d'une voûte en réseau, contient dans le bas-côté sud un reliquaire montrant les ossements de saint Aurélien et un panneau sur le maître-autel représentant une crucifixion singulière (1490), où les symboles des évangélistes ornent les poutres de la croix.
- Ancien couvent des Carmélites, de style baroque, sécularisé en 1802 et vendu à la communauté luthérienne, de nos jours, école de musique.
- Ancien couvent des Capucins.
- Deutsches Haus, maison des comtes de Drechsel-Deufstetten, typique de la Renaissance allemande.
- Monument à Christophe von Schmid (1768-1854), auteur d'histoires pour les enfants.
- Ancien hôpital Heilig-Geist, fondé en 1380.
- Ancien Hôtel de Ville (Alt Rathaus), aujourd'hui, musée d'histoire locale.
- Ancien moulin de la ville, aujourd'hui musée de la Troisième Dimension.
- Halle aux blés.

## Jumelages
La ville de Dinkelsbühl est jumelée avec :
- Edenkoben (Allemagne) depuis 1955
- Porvoo (Finlande) depuis 1961
- Guérande (France) depuis 1962
- Sighişoara (Roumanie) depuis le 24 juillet 2001
- Jingjiang (Chine) depuis octobre 2004

De plus, Dinkelsbühl entretient des partenariats avec :
- Stříbro (Tchéquie) depuis 1945
- Saxons de Transylvanie (Roumanie)

Dinkelsbühl entretient d'autre part des liens d'amitié avec Schmalkalden, ville de Thuringe.